# Тимария (дем Кожани)
Тимария или Кьоселер (на гръцки: Θυμαριά, до 1950 година Κίσσα, Киса, до 1927 година Κιοσιλέρ, Кьоселер) е село в Гърция, в дем Кожани, област Западна Македония.

## География
Тимария е разположено на 685 m надморска височина, североизточно от Кожани.

## История

### В Османската империя
В края на XIX век Кьоселер е турско село в Кожанска каза на Османската империя. На Етнографската карта на Битолския вилает на Картографския институт в София от 1901 година Кюселер е чисто турско село в Кожанската каза на Серфидженския санджак с 33 къщи.
Според гръцкото консулство в Еласона през 1904 година в сборното село Искюплер с четири махали Хаджилар, Софолар, Кьоселер и Саинлер живеят 680 турци.

### В Гърция
През Балканската война в 1912 година в селото влизат гръцки части и след Междусъюзническата в 1913 година остава в Гърция. В 1913 година селото (Κιοσελέρ) има 245 жители. През 20-те години населението му се изселва в Турция и на негово място са настанени гърци туркофони, бежанци от Турция. В 1928 година селото е изцяло бежанско с 44 семейства и 209 жители бежанци.
През 1927 година името на селото е сменено на Киса, а в 1950 година - на Тимария.
Населението традиционно произвежда тютюн, жито и други земеделски продукти.
| Година    | 1913 | 1920 | 1928 | 1940 | 1951 | 1961 | 1971 | 1981 | 1991 | 2001 | 2011 | 2021 |
| --------- | ---- | ---- | ---- | ---- | ---- | ---- | ---- | ---- | ---- | ---- | ---- | ---- |
| Население | 245  | 265  | 223  | 275  | 302  | 619  | 478  | 404  | 347  | 343  | 274  | 176  |